# Sound Juicer
Sound Juicer is een vrije ripper voor de GNOME-desktopomgeving om audio van een compact disc te halen en om te zetten naar een formaat dat te gebruiken is op een computer of muziekspeler. De audio wordt met behulp van de CDparanoia-softwarebibliotheek van de compact disc gehaald en met behulp van een GStreamer-plug-in omgezet naar bijvoorbeeld de bestandsformaten Ogg Vorbis, FLAC, MP3 of PCM.
Sound Juicer is ontworpen om zo simpel mogelijk te zijn voor de gebruiker. Een voorbeeld hiervan is dat Sound Juicer gebruik kan van maken van MusicBrainz om nummerinformatie automatisch in te vullen wanneer er een internetverbinding is. Door onder andere deze eenvoud is Sound Juicer onderdeel geworden van de GNOME-desktopomgeving bij de release van GNOME 2.10.